# The Legend of Zelda (pel·lícula)
The Legend of Zelda és una pròxima pel·lícula de fantasia basada en la sèrie de videojocs del mateix nom desenvolupada per Nintendo. Produït per Columbia Pictures i Nintendo, i distribuït per Sony Pictures Releasing, estarà dirigida per Wes Ball, que produeix amb Shigeru Miyamoto, Avi Arad i Joe Hartwick Jr., a partir d'un guió de Derek Connolly.

## Repartiment
- Benjamin Evan Ainsworth com Link
- Bo Bragason com Zelda

## Producció
L'any 2007, Imagi Animation Studios va crear un rodet per a una pel·lícula animada per ordinador The Legend of Zelda, però Nintendo no va acceptar l'oferta de l'estudi després del fracàs crític i comercial de l'adaptació cinematogràfica d'acció en directe de Super Mario Bros. el 1993.
El juny de 2023, es va informar que Nintendo estava a punt de tancar un acord amb Illumination i Universal Pictures per produir una adaptació cinematogràfica de la franquícia després de l'èxit de la seua pel·lícula The Super Mario Bros. Movie a principis d'aquest any. No obstant això, el conseller delegat d'Illumination, Chris Meledandri, va negar aquests informes més tard aquell mes.
El novembre de 2023, Nintendo va anunciar que estaven desenvolupant una pel·lícula d'imatge real de The Legend of Zelda, amb Sony Pictures cofinançant i gestionant la distribució teatral a tot el món. Wes Ball va ser contractat per dirigir, amb Derek Connolly escrivint el guió, i Shigeru Miyamoto i Avi Arad com a productors al costat de Ball i el seu soci productor Joe Hartwick Jr. a través de la seua companyia Oddball Entertainment. Segons Miyamoto, ell i Arad havien estat treballant en una pel·lícula de Zelda durant molts anys. Després de l'anunci, els fans van descobrir un tuit de Ball de principis de 2010 que va revelar que ell primer va suggerir la idea d'una pel·lícula de Zelda, descrivint-la com "la pròxima gran pel·lícula semblant a Avatar" i dient que "no podria ni tan sols esperar a tenir l'oportunitat de dirigir-la". El maig de 2024, el president de Sony Pictures, Tom Rothman, va anunciar que la pel·lícula es titularia The Legend of Zelda.
Tot i que el càsting no s'havia anunciat, Patricia Summersett, que abans havia fet treballs de veu per a la princesa Zelda, va dir que li agradaria repetir el seu paper per al personatge. Hunter Schafer també ha expressat el seu interés a interpretar a Zelda.